# Lieux de Warcraft

La série Warcraft se déroule principalement sur la planète Azeroth, qui est composée de sept continents : les Royaumes de l’est, cadre des deux premiers épisodes de Warcraft, Kalimdor à l’ouest, le Norfendre au nord et le continent oublié de Pandarie au sud, les Iles Brisées ajoutées avec l’extension Legion, ainsi que Zandalar et Kul Tiras, ajoutées avec Battle for Azeroth.
D'autres planètes existent, notamment l'Outreterre (Draenor), qui est la planète d'origine des orcs, ainsi qu'Argus, la planète des Draeneï.

## Azeroth
Azeroth désigne à la fois le monde en globalité, le continent Est mais originellement le nom du premier royaume humain à combattre les Orcs dans Warcraft 1 (également appelé royaume de Hurlevent).

### Histoire
Jusqu’à l’ouverture de la Porte des Ténèbres, qui marqua l’avènement de l’ère du chaos, Azeroth était la plus puissante nation humaine du sud des royaumes de l'Est. 
Le Roi connu durant la période de l'ouverture de la Porte des Ténèbres était Llane Wrynn. Ami personnel du Magus Medivh et d'Anduin Lothar surnommé pour ses qualités martiales et ses origines le Lion d'Azeroth.
Fondé lors de la scission des familles nobles dominantes de Strom, le royaume d'Azeroth est connu comme l'un des sept royaumes humains. Comportant : Alterac, Dalaran, Lordaeron, Gilnéas, Kul'Tiras, Arathi et Azeroth.
Azeroth était à l'époque de l'ouverture de la Porte des ténèbres le plus puissant et vaste royaume humain du monde, s'étendant sur toute la partie sud des Royaumes de l'Est.
Lors de la première guerre ; Azeroth fut ravagée par les armées unies orques dirigées par Ogrim Marteau-du-Destin le Chef de guerre d'une coalition orque nommée la Horde.
La défaite d'Azeroth était inévitable face au poids des orcs. Le Seigneur Anduin Lothar prit en charge les armées d’Azeroth en déroute et mena les survivants en fuite par la Grande mer vers les rivages de Lordaeron. Sur ces rivages, les populations civiles et les troupes Azerothiennes rencontrèrent l'hospitalité du roi Terenas Menethil II, souverain de Lordaeron. Ce dernier découvrant par l'intermédiaire d'Anduin Lothar ce qu'il s'était passé en Azeroth décida d'accorder asile aux immigrés Azerothiens.
De cette défaite, Lothar refusa de baisser les bras. Décidant que la meilleure méthode pour vaincre la horde serait l'Alliance des royaumes, il proposa à Terenas de réunir les rois des différents pays pour proposer de mettre en place son idée. Ainsi naquît la Grande Alliance des Hommes, rejoint plus tard par les royaumes Elfiques de Quel'thalas, Nains de Forgefer (Barbe-de-Bronze) et du Nid-de-l'Aigle (Marteaux-Hardis), et Gnomes de Gnomeregan. Ensemble et unis, ils parvinrent à repousser les Orcs jusqu'à la Porte des ténèbres, et même au-delà, parvenant à la sceller et à éliminer cette menace pour un temps.
Profitant de cette accalmie, les survivants Azerothiens et le jeune Roi Varian Wrynn revinrent dans la partie méridionale d'Azeroth et décidèrent de reconstruire la capitale perdue d'Azeroth. La Nouvelle-Hurlevent apparut alors, nommée couramment Hurlevent, et redorée aux couleurs du Lion d'Azeroth sous la monarchie héréditaire de la famille Wrynn.
Aujourd'hui, le royaume d'Azeroth se fait couramment appeler le royaume de Hurlevent, dans un souci de dénomination et pour éviter de le confondre avec la notion du monde portant le même nom. Il n'en reste pas moins l'un des plus puissants royaumes humains et se fait encore appeler quelquefois le "royaume d'Azeroth".

### Monde
Azeroth est composé de quatre continents principaux : Les Royaumes de l’Est à l’est, Kalimdor à l’ouest, le Norfendre au nord et la Pandarie au sud. Ces continents sont séparés par La Grande Mer qui abrite en son centre un énorme vortex appelé Le Maelström. Azeroth compte aussi trois îles majeures : Kezan, le pays des Goblins, Zandalar, la terre natale de la civilisation Trolle et Kul'Tiras, abritant l'un des sept royaumes humains historiques, ainsi qu'un important archipel : les Iles Brisées. Le reste des petites îles étant peu connues ou peu importantes, elles restent toutefois très ancrés dans l'histoire de Warcraft comme : La tombe de Sargeras (Suramar), Tel'Abim, Zul'dare et quelques îles encore inconnues.

#### Les Royaumes de l’Est
Les Royaumes de l’Est est le nom du continent situé à l’est d’Azeroth.

##### Quel’Thalas au nord-est
Royaume des Quel’doreï ou Hauts-Elfes, il tomba en même temps que sa capitale Lune-d'Argent lorsque le prince Arthas Menethil l’envahit pour accaparer le Puits Solaire afin de ressusciter le nécromancien Kel'Thuzad. À l’époque du jeu World of Warcraft, les Elfes de sang (Sin'dorei), d'anciens Haut-elfes, occupent cette région après l'avoir en partie reconquise et restaurée.

La capitale Lune d’Argent en anglais : Silvermoon appartenait aux hauts-elfes lorsqu’elle apparut dans le jeu vidéo Warcraft III. Elle a été intégrée dans le jeu World of Warcraft à l’occasion de la sortie de l’extension World of Warcraft: The Burning Crusade. À l’époque de World of Warcraft, à la suite de l’attaque d’Arthas Menethil pour détruire la ville, une partie de la ville est reconstruite, l’autre toujours en ruine. Les Elfes de sang, qui y résident, subissent le conflit entre leur dépendance à la source de magie qu’était le puits solaire, détruit par Arthas, et la volonté de certains de s’en émanciper. Récemment, le Prince Kael’Thas, revenu d’entre les morts après sa défaite au Donjon de la Tempête, a fait un raid éclair sur la ville et a enlevé M’uru, le Naaru qui alimentait les jeunes Chevaliers de sang (Paladins elfes de sang). En réponse à ce raid, Dame Liadrin a révoqué son allégeance auprès des Haut-Soleils et a guidé ses Chevaliers de sang vers Shattrath (Outreterre) où ils aident les Naarus et l’Opération du Soleil Brisé (opération visant à contrecarrer Kael’thas et Kil’jaeden au Puits du Soleil).
Lordaeron au nord
C’est en l’an -2900 (c'est-à-dire 2 900 ans avant l'ouverture de la Porte des Ténèbres) qu’est fondé l’empire humain d’Arathor, dans la région qui portera plus tard le nom de Tirisfal ; ils y bâtirent leur plus grande cité, à laquelle on donna le nom de Strom. Puis on suppose : Loarderon. Celle-ci tomba avec l’avènement d’Arthas Menethil, fils du roi, converti à la cause des Morts-Vivants et transformé en Chevalier de la mort par l’épée maléfique Frostmourne (Deuillegivre en français). Initialement destinée par le Roi Liche à devenir la capitale de son royaume, elle fut abandonnée quand Arthas fut rappelé dans le lointain Norfendre par son seigneur. Sylvanas Windrunner, libérée du Roi Liche, y mena en l’absence d’Arthas les Réprouvés, et fonda bientôt dans les égouts de la ville la capitale de son empire, Fossoyeuse.

Stratholme est démographiquement la plus grande ville humaine située dans les Malterres de l’est, juste après la capitale Lordaeron. Durant la Troisième Guerre, la ville est la cible d’une machination ourdie par Kel’Thuzad, dont Mal’Ganis (un seigneur de l’effroi au service du Fléau) est le principal intervenant. Des caisses contaminées sont envoyées à la population dans le but de les transformer en hideux zombis. Arthas Menethil, Paladin et fils du Roi Terenas Menethil, décide qu’il n’y a pas d’autre solution que de décimer la population pour enrayer la maladie. Juste avant l’intervention d’Arthas, Uther Lightbringer s’oppose fermement au jeune Paladin, trouvant l’action trop radicale, et Uther se fait destituer de ses droits de commandement par Arthas en vertu du fait qu’il est le fils du roi. Jaina Proudmoore, ne pouvant suivre son ex-fiancé Arthas dans la voie qu’il a choisi, se détourne de lui. La liche Kel’Thuzad, grand cerveau de cette histoire, fait de Stratholme sa capitale et positionne sa forteresse, la Nécrople de Naxxramas, au-dessus de la cité en ruines. Balnazzar, un autre seigneur de l’effroi s’installe dans la cathédrale et se fait passer pour un Paladin. Le Baron Rivendare (Vaillefendre en français) investit une partie de la ville en ruine, et avec ses lieutenants Nerub’enkan, la Baronne Anastari, et Maleki le blafard propagent la peste dans toute la région des Maleterres.

Le royaume de Dalaran est l’une des nations d’origines de l’humanité, fondée et dirigée par des mages et archimages connus collectivement sous le nom de Kirin Tor. La capitale de cette nation est la Citadelle Violette, au nord des Royaumes de l’Est. Lors de la Troisième Guerre, Dalaran fut attaquée et vaincue par les armées du Fléau menées par Arthas. Après son retour sur Azeroth, Archimonde détruisit les restes de la capitale.

##### Gilnéas, au sud-ouest de Lordaeron
Gilnéas est un royaume humain isolationniste situé sur une péninsule, au sud-ouest de la région de Lordaeron. La capitale du royaume s'appelle également Gilnéas et se trouve au centre du royaume. Vers l'Est se trouvent l'Éminence et le manoir de Grisetête. Le Sud-Est compte le bourg d'Havre-du-Soir et de nombreux domaines familiaux. Le Sud-Ouest comprend la Forêt Noire et le village de Val-Tempête. Vers l'Est on ne trouve que les Confins de la Tourmente, domaine du Baron Ashbury et du Seigneur Walden. Au Nord-Ouest se trouve la mine de Pierrebraise. Le Nord compte la région de l'Éminence du Nord et le célèbre Mur de Grisetête. C'est là que se trouvent les terres du Seigneur Walden. De l'autre côté du Mur, livrés à l'ennemi, se trouvent les terres du Seigneur Crowley. L'emplacement du mur a été choisi pour les chaînes de montagnes séparant les terres des deux Seigneurs.

###### Avant l'invasion des Réprouvés
Durant la Deuxième Guerre malgré l’imminence de l’invasion des Orcs, Gilnéas refuse de s’enrôler sous la bannière de l’Alliance au début de la Deuxième Guerre. Souverain de ce qu’il sait être une des plus puissantes nations Humaines, Genn Grisetête reste sourd aux appels à l’unité de Lothar, persuadé que ses propres armées peuvent à elles seules repousser les féroces ennemis. Si Grisetête ne semble nourrir aucune sympathie pour l’Alliance, il n’a pour les orcs que haine et dégoût. Ce n'est que vers la fin de la Deuxième Guerre que Gilnéas s'engagea dans l'Alliance, essentiellement pour pouvoir proclamer le droit de possession du royaume traître d'Alterac.
Leur situation isolée les gardant à l'abri des ravages des guerres et le Roi Genn Grisetête, comme beaucoup de Gilnéens, considérant que l'Alliance a plus besoin d'eux que l'inverse, à la fin de la Deuxième Guerre, Gilnéas se retire de l'Alliance, prétextant que les impôts prélevés sur les royaumes pour maintenir les camps d'internements étaient inacceptables.
Durant la Troisième Guerre, le roi démarre alors un grand chantier : celui du Mur de Grisetête, un mur de plusieurs dizaines de mètres de haut et de plusieurs mètres d'épaisseurs en pierre, qui protègerait Gilnéas de toute invasion, en continuité de la barrière protectrice que forment les récifs. Le Seigneur Darius Crowley, contre la politique isolationniste de Grisetête, déclenche une guerre civile entre les partisans de l'isolation totale et les partisans du maintien dans l'Alliance. Finalement, le Seigneur Crowley est emprisonné avec une partie de ses partisans et la guerre civile prend fin. Elle restera connue comme étant "la rébellion de la Porte". Le prince Liam Grisetête est lui aussi partisan du maintien dans l'Alliance au grand dam de son père.
Avec l'arrivée du Fléau en Lordaeron, l'archimage Arugal est recruté par le Roi afin de fournir une arme contre les morts-vivants afin d'épargner les vies gilnéennes et d'éviter la transformation de son peuple en zombies soumis à la volonté du Roi Liche en permettant la fin du Mur. De la dimension où ils étaient enfermés, Arugal ramène les Worgens et les soumet à sa volonté. La férocité de ces créatures fait merveille contre les morts-vivants. Avec le temps, davantage de Worgens sont ramenés, jusqu'à ce qu'Arugal ne parvienne plus à contrôler l'intégralité des Worgens et quelques-uns s'échappent dans les forêts alentour. Arugal finit par s'enfermer dans le donjon d'Ombrecroc (probablement déjà fou) tandis que le Roi ordonne la fermeture de la Grande Porte du Mur de Grisetête. L'Alliance restera sans nouvelles durant des décennies.
Mais des Worgens sauvages se sont installés à l'intérieur du pays et contaminent progressivement la population durant leurs incursions dans les villages où ils font des carnages. Le Roi et les autres Seigneurs organisent des battues pour tenter d'éradiquer la menace sans alerter la population pour éviter le retour de la guerre civile. Durant l'une de ces chasses le Roi est mordu par un Worgen et dissimule la morsure aux autres Seigneurs pour ne pas être abattu sur le champ. Grâce à l'aide de l'alchimiste Krennan Aranas, le Roi ne perd pas la raison grâce à d'infectes potions et peut même retrouver forme humaine.

###### Après l'invasion des Réprouvés
Alors que le Cataclysme commence à ravager le monde, la ville de Gilnéas est attaquée par tous les Worgens réunis dans un assaut massif et sanglant. Le Roi Genn Grisetête et son fils Liam cherchent à évacuer les survivants vers Havre-du-Soir. Après avoir conclu une trêve avec le Seigneur Darius Crowley, libéré de prison durant les événements, celui-ci révèle disposer d'un important stock d'armes dissimulés dans la ville. Avec les canons ainsi récupérés, les Gilnéens retardent l'avancée des Worgens et parviennent à se regrouper au Sud-Ouest de la capitale. Darius décide de détourner l'attention des Worgens dans la Cathédrale de l'Aube de Lumière avec l'aide de tous les volontaires afin que les survivants puissent fuir sans être poursuivis par les centaines de Worgens qui ont envahi la cité.
À Havre-du-Soir, l'alchimiste Krennan Aranas exploite les connaissances acquises autrefois pour rendre la raison aux Worgens capturés par les Gilnéens sur ordre du Roi. Ceux-ci sont qualifiés de "Créatures de Krennan" par les Gilnéens qui obéissent au Roi malgré le dégoût que les Worgens leur inspirent. Malheureusement les nombreux tremblements de terre on fait effondrer une partie de la barrière de corail et les Réprouvés lancent une offensive maritime sur Havre-du-Soir. Les Worgens traités et les Gilnéens combattent les morts-vivants mais avant qu'un camp ne l'emporte le sol est englouti par un tremblement de terre plus violent que les autres. Malgré la catastrophe, la population évacue Havre-du-Soir et le manoir de Grisetête avant que le reste de la flotte des Réprouvés n'arrive. Lors de l'évacuation, Havre-du-Soir est également engloutie par les flots à cause d'une réplique sismique et la fragilisation des sols due au séisme. Le séisme affecte également le Mur de Grisetête dont la Grande Porte s'effondre, ouvrant un passage direct aux Réprouvés depuis la forêt des Pins Argentés, toute proche de leur capitale Fossoyeuse.
Retranché dans la ville fantôme du Val-Tempête, envahie par des araignées, les survivants découvrent la présence et l'existence des Elfes de la Nuit venus les aider à la suite des récents évènements principalement parce que l'existence des Worgens est due aux Druides de la Meute durant la Guerre des Anciens qui en voulant augmenter leurs pouvoirs se sont soumis à la Faux d'Elune, artefact créé à partir du Bâton d'Elune et du Croc de Goldrinn, ce qui a détruit leur raison et a créé la Malédiction Worgen. Avant d'être bannis dans le Rêve d'Émeraude où ils dorment depuis des siècles, ils ont répandu la Malédiction, les autres maudits ayant été bannis dans une autre dimensions d'où Arugal les arracha. Grâce à la Faux d'Elune, les Druides Elfes ont définitivement rendu la raison à de nombreux Worgens et offrent le même cadeau aux Worgens utilisant les potions de Krennan Aranas. C'est à cette occasion que le Roi révèle être un Worgen ce qui cause la rébellion des Seigneurs Godfrey, Walden et du baron Ashbury qui refusent "d'avoir un monstre pour roi" selon les mots de Godfrey avant son suicide après avoir appris l'assassinat de ses soutiens Walden et Ashbury.
Après une bataille conjointe des Gilnéens sous les ordres du Roi et de son fils et des Worgens sous les ordres de Crowley, la ville de Gilnéas est reprise des mains des Réprouvés. Malheureusement, le prince Liam décède d'une flèche empoisonnée de la Reine Banshee : Sylvanas Coursevent qui tire sur le prince avant de fuir en pestant que la "flèche n'aurait pas du se perdre dans [sa] progéniture". Les Réprouvés commencent alors à bombarder la ville avec leur Peste malgré l'interdiction du nouveau Chef de Guerre de la Horde, Garrosh Hurlenfer, ce qui contraint les Gilnéens à abandonner la ville par le Souterrain du Fossoyeur qui mène au Repos d'Alderic. Après l'enterrement du prince, les Gilnéens s'empressent de rejoindre Quilleport où sont amarrés les vaisseaux des Elfes.
Après une bataille entre les Gilnéens et les Elfes contre les Réprouvés et leurs renforts Orcs dans l'Éminence, la Horde se replie offrant l'accès à la mer permettant d'évacuer les survivants et les Elfes vers Teldrassil. Des Worgens choisissent de rester sur place avec le Seigneur Darius Crowley et sa fille pour protéger Gilnéas des Réprouvés et forment le Front de Libération de Gilnéas dont Lorna Crowley est la seule humaine.

###### La fin de l'isolationnisme
À Darnassus, les quelques vaisseaux et survivants des tempêtes du Cataclysme débarquent et le Roi Genn Grisetête rencontre Malfurion Hurlorage et Tyrande Murmevent avant de repartir pour Hurlevent rencontrer Varian Wrynn et réintégrer Gilnéas à l'Alliance. Si beaucoup de Worgens restent à Darnassus, une partie s'en va former une meute dans le nord de Gangrebois et d'autre vont soutenir les Elfes en Kalimdor où la guerre fait rage. Tobias Mantebrume, ami du Seigneur Darius Crowley, part lui au manoir Mantebrume dans le Bois de la Pénombre pour y retrouver son frère dont il n'a plus de nouvelle depuis son départ pour Gilnéas il y a des décennies.
Par la suite le Seigneur Darius Crowley ralliera le chef de meute Ivar Croc-de-Sang et de nombreux humains auxquels il offrira son sang pour en faire des Worgens, car la malédiction protège de la non-mort des Réprouvés. Aidés de la Septième Légion arrivée discrètement en sous-marin, ils ont protégé la ville de Gilnéas et affaiblissent jours après jours les Réprouvés grâce à des techniques de guérilla et des stratégies inhabituelles auxquelles les Réprouvés sont pris de court.
Les humains réfugiés sur l'île de Fenris choisirent tous de boire le sang maudit pour pouvoir se venger des Réprouvés. Sylvanas fait massacrer une bonne part des Worgens de Fenris à coup de canons mais nombreux sont ceux qui survivent et préparent leur vengeance aux côtés du Front de Libération de Gilnéas.
Dans le but d'endiguer l'érosion de son armée, Sylvanas fait rechercher les corps des traitres de Gilnéas afin de les ramener dans la non-mort pour exploiter leur haine et leurs connaissances afin de mater les Worgens.
En trouvant la tête décapité de Dempsey, un Gilnéen proche de Crowley qui était emprisonné avec lui, Godfrey fait massacrer les Crocilisques de la région afin de réunir suffisamment de tripes pour ranimer Dempsey et lui arracher des informations. Son silence se soldera par une balle dans la tête et le repos éternel.
Alors que les Réprouvés ont été chassés de Gilnéas et que la bataille fait rage au pied du Mur de Grisetête entre Réprouvés et Worgens dans la forêt des Pins Argentés, les Réprouvés, avec l'aide de Godfrey, Ashbury et Walden, ramènent Lorna Crowley inconsciente que Sylvanas s'empresse d'utiliser pour marchander avec Crowley : sauver Gilnéas ou éviter la non-mort à sa fille. Darius Crowley cède immédiatement et choisit de sauver sa fille. Ivar Croc-de-Sang s'enfuit dans la forêt en le traitant "d'immonde bâtard" tandis que Darius et Lorna Crowley retournent en Gilnéas.
Le Seigneur Godfrey, qui refuse de se soumettre à "une chienne", en profite pour tuer Sylvanas Coursevent dans le dos avant de devoir fuir avec ses alliés vers le donjon d'Ombrecroc à cause du Seigneur de Guerre Cromush et des Val'kyrs présents sur les lieux. Les Val'kyrs, liées à Sylvanas, se sacrifient pour ramener une seconde fois la Reine Banshee dans la non-mort.
Les Worgens continuent encore leur guérilla contre les Réprouvés dans le nord des Royaumes de l'Est tandis que Gilnéas est le théâtre de batailles féroces entre la Horde et l'Alliance.

##### Khaz Modan au centre
Khaz Modan est l’ensemble des terres naines dans l’univers de Warcraft. Elle se compose de trois régions que sont Dun Morogh, Loch Modan, et les Paluns. C’est là où résident certains nains mauvais (Sombrefer ou Ombreforge le plus généralement) et les fiers nains de Forgefer.

Dun Morogh est une région assez montagneuse et très froide où se trouve la capitale des nains, Forgefer, ainsi que Brasse-tout la ville de l’alcool, Kharanos, concurrente de Brasse-tout et Anvilmar, là où les apprentis nains travaillent. On y trouve également Gnomeregan, l’ancienne capitale des gnomes. Cette région abrite quelques fameuses cités :
- Gnomeregan, l’ancienne capitale des gnomes. Celle-ci s’est fait envahir par les Troggs. Les Gnomes, croyant pouvoir s’en tirer seuls, avaient décidé de ne pas faire appel à l’Alliance. Mais Gnomeregan tomba, les Troggs l’ont rayée de la carte, sans doute autant victime des maladresses des Gnomes eux-mêmes que de l’ennemi, les gnomes décidèrent de mettre au point un gaz contre les Troggs, mais lorsqu’ils diffusèrent le gaz mortel il y eut des effets secondaires ; le gaz était mortel pour les gnomes également, beaucoup moururent, d’autres devinrent fous ou lépreux et se convertirent en ennemis. Après la destruction de leur cité, les Gnomes survivants se sont réfugiés chez leurs alliés et voisins, les Nains, à Forgefer.

- Forgefer (Ironforge dans la version originale) est la capitale des Nains du clan des Barbe-de bronze en anglais : Bronzebeard. La capitale se trouve au nord de Dun Morogh, dans le Khaz Modan. C’est une grande forteresse, résidence du roi Magni Barbe-de-bronze, construite à l’intérieur d’une montagne. Elle a accueilli les Gnomes exilés de Gnomeregan depuis sa prise par les Troggs. En son centre se trouve la grande forge et la grande enclume, c’est un lieu parfait pour les mineurs et les forgerons. Tout autour de la forge, se trouvent les communs, la garde militaire, Brikabrok (le quartier des Gnomes), le hall des explorateurs, la caverne lugubre et la garde mystique. La grande forge contient aussi des habitations. Les communs se trouvent juste devant l’entrée. Il y a la banque, la salle de vente aux enchères, l’auberge et le maître des guildes. Ils sont traversés dans presque toute la largeur par un sillon de lave. Le quartier militaire est composé de nombreuses boutiques d’armes, d’armures et d’habits. Il y a aussi les maîtres des champs de batailles. Les maîtres d’armes se trouvent dans le hall des armes.

Loch Modan comprend des terres très forestières à climat tempéré ; le Loch Modan est célèbre pour son « Loch », lac où l’on peut pêcher des poissons nommés les Furies. Les Troggs ont envahi les fouilles de l’est. Des elfes ont aussi élu domicile non loin des fouilles de l’est, ce territoire est sauvage mais charmant malgré les intrusions des Sombrefer.

Les Paluns se composent principalement de boues et marécages. Le climat est chaud et pluvieux. Ces terres aussi étranges qu’inhospitalières sont importantes pour les nains. Les Sombrefer ont en effet envahi le seul accès au monde humain du nord, le Viaduc de Thandol. Les nains blancs ont quant à eux toujours le port de Menethil, un des rares accès au monde des elfes.

Khaz Modan  est un serveur de  World of Warcraft sur lequel les nouveaux joueurs débutent.

##### Hurlevent au Sud
Situé près de La Forêt d’Elwynn, au plus profond du gouffre Souad, Hurlevent (ou Stormwind en anglais), est la capitale de la race des Humains.  C’est une gigantesque forteresse abritant nombre de boutiques, salles d’entraînement… On peut trouver dans le quartier des nains (nord-est de la ville) un Tram des profondeurs inventé et construit par les ingénieux gnomes, ce Tram rejoint la cité de Forgefer, la capitale des nains dans le Dun Morogh, le voyage dure moins de 5 minutes et est gratuit. La ville est dirigée par le roi Varian Wrynn, revenu dans sa cité depuis peu.

#### Kalimdor
Kalimdor est l’un des cinq continents d’Azeroth.

La capitale des Elfes de la nuit, Darnassus est située dans l'île de Teldrassil, au nord-ouest du continent. Le mont Hyjal, où est planté l'Arbre-monde Nordrassil, se situe également au nord de Kalimdor. Il s'agit d'une montagne sacrée des Elfes de la Nuit et le lieu où se situe l'Arbre-monde, Nordrassil. Avant que les Kaldorei ne viennent se réfugier dans cet endroit, c'était la demeure de Cenarius. Lors de la Troisième Guerre et l'invasion de la Légion Ardente, le Mont Hyjal fut le lieu de l'ultime bataille de la 3e grande guerre. Le seigneur Archimonde y fut défait, grâce au sacrifice de l'arbre monde, ce qui signa la fin de l'immortalité des Elfes de la nuit. La plupart des Kaldorei quittèrent alors Hyjal et tous les druides Kaldorei se rassemblèrent pour créer un nouvel Arbre-monde. Ils plantèrent Teldrassil sur la petite île de Kalidar et construisirent leur capitale, Darnassus.

Exodar, capitale des Draeneïs, était à l’origine un vaisseau Naaru avant de s’écraser dans l’île de Brume-Azur à l'ouest de Kalimdor, proche de Teldrassil. Cette ville apparaît dans l’extension The Burning Crusade.

Durotar est une région aride de la côte est, nommée en l'honneur de  Durotan, père de Thrall. Jadis un lieu verdoyant que la déchirure magique provoquée par Azshara a ravagé, les Taurens et les centaures s'y sont installés et se sont fait la guerre pendant des millénaires. Les Orcs menés par Thrall s'y réfugient pour fuir la Légion ardente et s'y allient avec les Taurens, se débarrassant ainsi des centaures. Orgrimmar, la capitale des Orcs fondée par Thrall, se trouve dans cette région. Le nom de la ville vient du héros Orgrim Doomhammer, ami de Thrall.

Les Pitons du Tonnerre, est la capitale de la race des Tauren commandée par le puissant Cairne Sabot-de-Sang. Les Pitons du Tonnerre se trouve dans les paisibles plaines du Mulgore. Cette capitale est perchée au sommet de quatre immenses pics rocheux. Les différentes parties de la capitale sont reliées par des ponts suspendus. Sur la partie principale, on peut trouver toutes les activités principales d’artisanat, de commerce et même la hutte de Cairne en personne. Au milieu du pic principal se trouve un immense totem reliant les trois différents plateaux principaux ou étages de la ville. Les trois autres pics sont plus petits et des activités spécifiques s’y trouvent : la cime des chasseurs où l’on trouve les plus grands experts de la chasse et de la guerre ; la cime des anciens où se trouvent les grands druides Taurens ; la cime des esprits où logent les plus puissants chamans.

#### Le Norfendre
Le Norfendre (Northrend dans la version originale) est un territoire glacé situé au nord d’Azeroth.
C’est là-bas qu’a été créé le Fléau mort-vivant et où réside le Roi Liche, seigneur des morts-vivants enfermé dans un bloc de glace au glacier de la couronne de glace (Icecrown en anglais).
Maintenant, le prince déchu, Arthas Menethil a « brisé la glace » à l'aide de Deuillegivre, une épée maudite, et a fusionné avec l'esprit du Roi Liche.
Dans Norfendre, on trouve des villages humains et nains en ruines qui ont servi à créer les premiers morts-vivants, des villages kalu'aks, et de vrykuls. Il y a aussi les ruines d’Azjol-Nerub. C’était la capitale d’arachnides d’une intelligence et d’une taille très surprenantes, que l’ont nommait Nérubiens. Les Nérubiens avaient un roi, un empire souterrain qui s’étendait sous une grande partie de Norfendre et une gigantesque armée. Ils furent presque tous tués ou corrompus par le fléau et les survivants doivent maintenant partager les ruines restantes avec des nains.
En voulant accéder plus vite au glacier, Arthas a libéré une force que les Nérubiens avaient jadis enfermée, appelée les Sans-visages.

#### Autres lieux
Les quatre continents sont séparés par La Grande Mer qui abrite en son centre une sorte de tourbillon : le Maelström. Celui-ci dissimule la ville sous-marine de Nazjatar, peuplé par les Nagas.
Azeroth compte aussi deux îles majeures : Kezan, le pays des Gobelins, et Zandalar, la terre natale de la civilisation trolle.

## Draenor
Draenor (aussi appelée l'Outreterre) est la planète d'origine des orcs. Elle est reliée aux Terres foudroyées sur Azeroth par la Porte des ténèbres, qui a été ouverte par Medivh alors sous l’emprise de Sargeras, le fondateur de la Légion ardente. Cette planète est située sur un plan parallèle à celui du monde abritant les humains, elfes de la nuit, nains, gnomes, et autres races du monde de Warcraft.
langue des Érédars) terre des exilés, en effet les Draeneï anciens Érédars ont fui leur monde en flammes sous la directive de leur chef spirituel Velen (les autres chefs Eredars, Kil’jaeden et Archimonde étant entrés au service de Sargeras en tant que chefs de la Légion Ardente) et ont donné ce nom à leur nouveau foyer et celui de Draeneï à leur race tout entière (leur langue est le Draeneï ou langue draenïque pour se distinguer de l’Eredun qui est désormais la langue de la légion).  
Draenor fut le site du début de l’histoire de Warcraft. En effet, c’est sur cette planète que Kil’jaeden alla afin de prendre possession des Orcs en proposant de subtils accords à certains de leurs plus puissants chamans (Ner’zhul, et son élève Gul’dan) et aussi de contrôler les Ogres, autres créatures originaires de Draenor et de faire de ces deux races une armée pour la légion.
Avant cela, les Orcs étaient une espèce paisible, vivants sur Draenor de chasse, d’agriculture, de leur traditions chamaniques ainsi que de guerres entre les différents clans (qui composeront la future Horde des Orcs). L’autre espèce présente, les Draeneï, vivaient presque en harmonie avec les Orcs (on trouvait des couples orcs-draeneï). Certains Draeneï apprirent les arts chamaniques des Orcs (d’où le fait qu’il est possible de jouer un Draeneï chaman dans World of Warcraft). Kil’jaeden décida au bout d’un moment de faire entrer ses adeptes en scène et ordonna au Conseil des ombres de déclarer la guerre aux Draeneï. Cette manœuvre mise en place par Kil’jaeden permit à la légion de faire d’une pierre deux coups, ils pouvaient ainsi éliminer les Draeneï fuyards et aussi et surtout tester leur nouvelle arme, la Horde. Cette planète devint donc le lieu de multiples massacres et carnages orchestrés par les Orcs animés des pulsions chaotiques que leur avait offert le sang de Mannoroth.
C’est grâce aux manigances de Gul’dan et du Conseil des ombres que la paix revint pour un moment sur Draenor jusqu’à l’échec de la première invasion d’Azeroth et la révolution d’Orgrim Doomhammer. 
Lors de la Deuxième Guerre, Draenor fut dévastée par l’ouverture de multiples portes inter-dimensionnelles (par la faute de Gul’dan qui voulait réussir là où son mentor avait échoué) et seuls quelques Draeneï et Orcs y ont survécu. C’est à partir de ce moment que Draenor change de nom pour Outreterre compte tenu que ce monde n’est plus qu’un fragment de ce qu’il était, des débris de continents en suspension dans une atmosphère de moins en moins respirable.
Ensuite, peu de temps après la troisième guerre et la seconde venue de la Légion Ardente, Outreterre devient le refuge d’Illidan Stormrage et de ses lieutenants Kael’thas et Lady Vashj, ce monde devient donc le refuge des Elfes de Sang et d’un groupe considérable de nagas.

### Apparitions
On se rend pour la première fois sur Draenor dans l’extension du jeu Warcraft II nommée Beyond the Dark Portal. Lors de cette campagne, l’alliance repousse les Orcs jusque sur leur propre monde.
Une seconde visite en ces terres est faite lors de l’extension de Warcraft III nommée The Frozen Throne alors que la gardienne Maïev Shadowsong poursuit Illidan Stormrage jusqu’en Outreterre.
On peut fouler la terre de Draenor dans le jeu World of Warcraft: The Burning Crusade où elle a pris le nom d’Outreterre en anglais : Outland. On y accède grâce à la Porte des Ténèbres située dans les Terres foudroyées. Autrement, il est possible de s’y rendre grâce au sort de portail des mages qui permet d’être téléporté à Shattrath, la capitale.
Le jeu World of Warcraft : Warlords of Draenor se déroule exclusivement sur Draenor avant son explosion. Ce sera une nouvelle planète ajoutée à l'univers du jeu.